# Xã Columbus, Quận Bartholomew, Indiana
Xã Columbus (tiếng Anh: Columbus Township) là một xã thuộc quận Bartholomew, tiểu bang Indiana, Hoa Kỳ. Năm 2010, dân số của xã này là 45.578 người.